# Agriophara leptosemela
Espèce
Agriophara leptosemela est une espèce de lépidoptères de la famille des Oecophoridae.
On le trouve en Australie notamment en Nouvelle-Galles du Sud et dans le Queensland.